# Municipio de Blue Mound (condado de Macon)
El municipio de Blue Mound (en inglés: Blue Mound Township) es un municipio ubicado en el condado de Macon en el estado estadounidense de Illinois. En el año 2010 tenía una población de 890 habitantes y una densidad poblacional de 10,53 personas por km².

## Geografía
El municipio de Blue Mound se encuentra ubicado en las coordenadas 39°46′23″N 89°5′15″O / 39.77306, -89.08750. Según la Oficina del Censo de los Estados Unidos, el municipio tiene una superficie total de 84.52 km², de la cual 84,4 km² corresponden a tierra firme y (0,13 %) 0,11 km² es agua.

## Demografía
Según el censo de 2010, había 890 personas residiendo en el municipio de Blue Mound. La densidad de población era de 10,53 hab./km². De los 890 habitantes, el municipio de Blue Mound estaba compuesto por el 98,31 % blancos, el 1,01 % eran afroamericanos, el 0,11 % eran isleños del Pacífico, el 0,22 % eran de otras razas y el 0,34 % eran de una mezcla de razas. Del total de la población el 0,67 % eran hispanos o latinos de cualquier raza.